# Кентена
Кентена́ (фр. Quintenas, окс. Quintenàs) — коммуна во Франции, находится в регионе Рона — Альпы. Департамент коммуны — Ардеш. Входит в состав кантона Сатийё. Округ коммуны — Турнон-сюр-Рон.
Код INSEE коммуны — 07188.

## Население
Население коммуны на 2008 год составляло 1389 человек.
| 1962 | 1968 | 1975 | 1982 | 1990 | 1999 | 2008 |
| ---- | ---- | ---- | ---- | ---- | ---- | ---- |
| 752  | 814  | 914  | 1184 | 1278 | 1254 | 1389 |

## Экономика

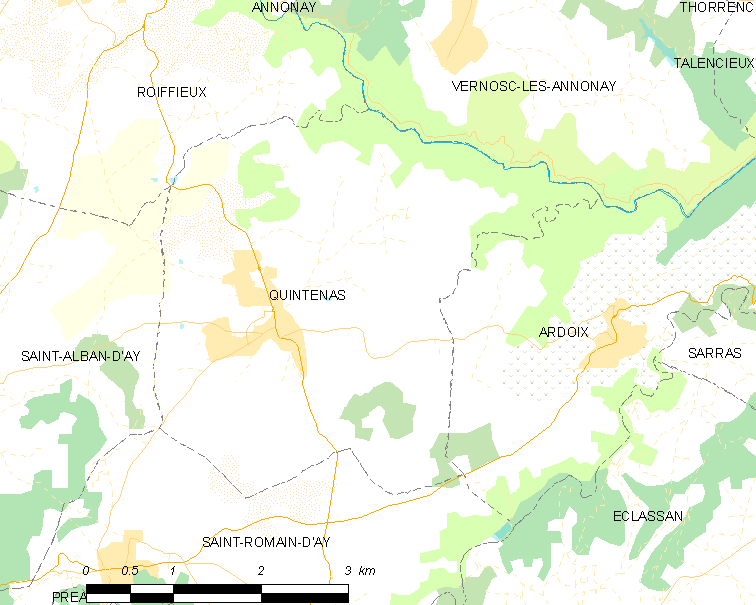
Карта коммуны

В 2007 году среди 887 человек в трудоспособном возрасте (15—64 лет) 636 были экономически активными, 251 — неактивными (показатель активности — 71,7 %, в 1999 году было 69,2 %). Из 636 активных работали 581 человек (319 мужчин и 262 женщины), безработных было 55 (26 мужчин и 29 женщин). Среди 251 неактивных 68 человек были учениками или студентами, 108 — пенсионерами, 75 были неактивными по другим причинам.

## Достопримечательности
- Церковь Сен-Пьер-о-Льен